# Margakaya (Pringsewu)
Margakaya is een bestuurslaag in het regentschap Pringsewu van de provincie Lampung, Indonesië. Margakaya telt 3989 inwoners (volkstelling 2010).